# Centre international de hautes études agronomiques méditerranéennes
 (décembre 2012).
Si vous disposez d'ouvrages ou d'articles de référence ou si vous connaissez des sites web de qualité traitant du thème abordé ici, merci de compléter l'article en donnant les références utiles à sa vérifiabilité et en les liant à la section « Notes et références ».
Le Centre international de hautes études agronomiques méditerranéennes (CIHEAM) est une organisation intergouvernementale qui a été créé à l'initiative conjointe de l'Organisation de coopération et de développement économique et du Conseil de l'Europe, en 1962, par un accord entre les gouvernements de sept pays : Espagne, France, Grèce, Italie, Portugal, Turquie et Yougoslavie.
Elle est consacrée à l'agriculture durable, la sécurité alimentaire et nutritionnelle et au développement des territoires ruraux et côtiers.
Composé de 13 États membres (Albanie, Algérie, Égypte, France, Grèce, Italie, Liban, Malte, Maroc, Portugal, Espagne, Tunisie et Turquie), le CIHEAM a 4 Instituts basés à Bari (Italie), La Canée (Grèce), Montpellier (France) et Saragosse (Espagne) et un Secrétariat Général à Paris.
Le CIHEAM collabore avec de nombreuses organisations internationales et régionales.

## Missions

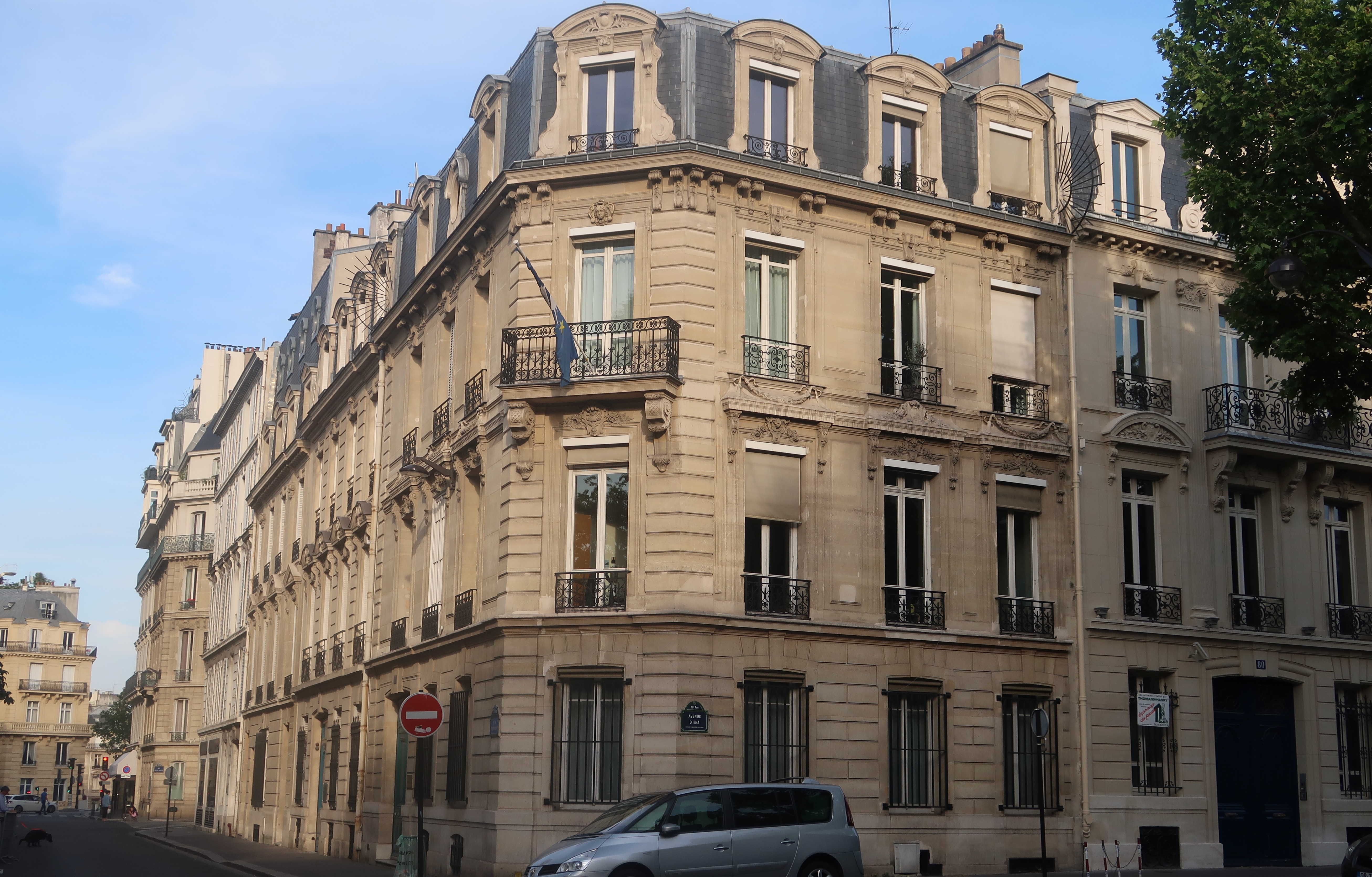
Siège au no 11 rue Newton (16e arrondissement de Paris).

Le CIHEAM a pour mission de « donner un enseignement complémentaire tant économique que technique et de développer l'esprit de coopération internationale parmi les cadres de l'agriculture des pays méditerranéens ». Tout État riverain de la Méditerranée est potentiellement habilité à devenir membre du CIHEAM.
Au milieu des années 1980, le CIHEAM s'ouvre ainsi aux pays du Sud et de l'Est de la Méditerranée avec l'adhésion de nouveaux États membres : la Tunisie en 1985, l'Égypte et l'Algérie en 1986, Malte en 1989, le Maroc en 1991, l'Albanie en 1992 et le Liban en 1994.
Les missions du CIHEAM reposent sur les 4 piliers suivants :
- La protection de la planète à travers « la lutte contre toutes les formes de gaspillage y compris celle des savoir-faire et des connaissances » ;
- La sécurité alimentaire et nutritionnelle en favorisant l'agriculture et l'alimentation durables ;
- Le développement inclusif en investissant dans les nouvelles générations et dans les territoires fragiles ;
- La prévention des crises et la résilience.

## Gouvernance
Au cours de sa 151e réunion, le Conseil d'Administration a élu Mme Frida Krifca à sa présidence à compter de 2023. 
A la même occasion, M. Teodoro Miano a été élu Secrétaire Général du CIHEAM pour une prise de fonction le 1er mars 2023 et ce pour  une durée de quatre ans. 

## Chiffres clés
Chaque année, en moyenne, 400 étudiants sont inscrits aux formations diplômantes à plein temps, dont une majorité sont des étudiants boursiers en provenance du sud de la Méditerranée. Environ 1 000 autres étudiants suivent des formations spécialisées de courte-durée au sein des 4 Instituts du CIHEAM.  
Plus de 12 000 étudiants et professionnels ont été formés durant ces dix dernières années. Plus de 115 projets de coopération sont menés par le CIHEAM.
11 réunions ministérielles ont été organisées pour contribuer à renforcer le dialogue sur les questions de développement agricole et rural, sur les enjeux de la sécurité alimentaire, des changements climatiques, de la gestion durable des ressources naturelles et sur la prévention des crises en Méditerranée.

## Publications
- Mediterra : publiée tous les deux ans, en anglais et en français, Mediterra est la publication phare du CIHEAM. Elle propose une analyse des défis majeurs liés à l'agriculture, l'alimentation et les zones rurales en Méditerranée.
- Watchletter : lancée en 2007, cette publication électronique trimestrielle propose des analyses ciblées sur des questions émergentes en Méditerranée.
- Options Méditerranéennes : Options Méditerranéennes s'appuie sur les travaux scientifiques menés par les quatre Instituts du CIHEAM et valorise le travail des enseignants, chercheurs et collaborateurs.
- New Medit : Revue méditerranéenne d'économie, agriculture et environnement.